# Émilie Le Pennec
Pour les articles homonymes, voir Le Pennec.
Émilie Le Pennec, née à La Garenne-Colombes le 31 décembre 1987, est une gymnaste française.
Elle a marqué l'histoire du sport français et de la gymnastique en France en étant la première et unique gymnaste française à avoir remporté une médaille d'or aux barres asymétriques, aux Jeux olympiques d'Athènes de 2004. Elle a aussi remporté deux médailles aux championnats européens, dont un titre aux barres.

## Biographie
Passionnée par la gymnastique, elle commence à la pratiquer à l'âge de six ans. Elle est intégrée à l'US Créteil à ses onze ans. Elle intègre le pôle France de l'INSEP à Paris en août 2001 et terminera la même année neuvième des championnats de France juniors.
En 2002, elle est sélectionnée pour participer aux championnats d'Europe à Patras avec l'équipe de France junior (avec Marine Debauve, Gaëlle Richard, Coralie Chacon et Soraya Chaouch). Ensemble, elles remportent une médaille de bronze. En individuel, Le Pennec finit 6e à la poutre et 8e en barres et au sol.
À la suite de ces championnats d'Europe, Le Pennec participe aux 11e internationaux de France avec Marine Debauve où elle présente un nouvel élément : le twist à la poutre. Mais elle ne peut toutefois participer aux finales en raison de son jeune âge. En 2003, Émilie Le Pennec participe aux 12e internationaux de France, en barres asymétriques, à la poutre et au sol. Elle termine à la 3e place au sol.
Elle est ensuite sélectionnée dans l'équipe de France pour les Championnats du monde à Anaheim, aux côtés de Marine Debauve, Gaëlle Richard, Soraya Chaouch, Camille Schmutz et Nelly Ramassany. Malgré des résultats décevants, elles se qualifient pour les Jeux olympiques d'Athènes.
Lors du trophée Massilia, Émilie Le Pennec s'adjuge la première place aux barres asymétriques, devant la championne du monde en titre, Hollie Vise, et la médaillée de bronze des mondiaux, Elizabeth Tweddle. En 2004, une blessure au mollet contrarie son début de saison et retarde sa préparation olympique. Émilie Le Pennec se retrouve ainsi privée d'Internationaux de France, de tournoi pré-olympique et de Championnats nationaux. Pourtant, lors des Jeux d'Athènes, elle devient championne olympique des barres asymétriques, avec une note de 9,687/10 et une remarquable figure, le « Def » (du nom de son inventeur Jacques Def).
En 2005, lors des Championnats d'Europe de Debrecen en Hongrie, elle obtient la médaille d'or aux barres asymétriques et celle de bronze au sol (deux Françaises sont alors sur le podium du sol puisque le titre est dévolu à Isabelle Severino).
Le 27 septembre 2007, elle annonce via un communiqué de presse qu'elle met fin à sa carrière sportive, n'arrivant plus à retrouver le niveau qu'elle avait avant ses multiples blessures de 2006-2007, la dernière en date étant une talonnade contractée lors du match international de Vittel au mois d'août 2007. Elle se lance alors dans des études de kinésithérapie en octobre 2007.
Elle exerce le métier de kinésithérapeute à Paris depuis 2010, dans le même cabinet que son père. Elle a gardé un lien avec la gymnastique en commentant les Jeux olympiques de 2012 et 2016 sur Canal +, et en étant kiné de l'équipe française junior.
Elle est l'unique championne (et médaillée) olympique française de gymnastique féminine,,,.
Pour la chaîne Eurosport, elle commente les épreuves de gymnastique artistique lors des Jeux olympiques de Tokyo 2020, et des Jeux Olympiques de Paris 2024.
Elle participe à la cérémonie d’ouverture des Jeux olympiques 2024, ou avec d’autres anciens champions olympiques français, elle est une des dernières relayeuses de la flamme olympique.

## Palmarès

### Jeux olympiques
- Athènes 2004
  -  médaille d'or aux barres asymétriques
  - 6e au concours général par équipes
  - 14e au concours général individuel

### Championnats du monde
- Anaheim 2003
  - 5e au sol
  - 11e au concours général individuel
  - 10e au concours général par équipes

- Melbourne 2005
  - 5e au concours général individuel
  - 6e au sol

### Championnats d'Europe
- Debrecen 2005
  -  médaille d'or aux barres asymétriques
  -  médaille de bronze au sol
  - 8e au concours général individuel

### Jeux méditerranéens
- Almería 2005
  -  médaille d'argent au sol
  -  médaille d'argent au concours général par équipes
  -  médaille de bronze à la poutre

### Divers
- 2003 : Vainqueur aux barres asymétriques lors de l'étape de Coupe du Monde de Stuttgart

## Distinction
- Chevalier de la Légion d'honneur[12].
- Des gymnases dans plusieurs villes de France portent son nom : Clamart[13], Concarneau, Hem, Nogent-sur-Marne[14], Sarreguemines[15].